# Округ Марбург-Биденкопф
Округ Марбург-Биденкопф је округ у центру немачке државе Хесен. 
Површина округа је 1.262,56 км². Крајем децембра 2009. имао је 251.150 становника. Има 22 насеља. Главни град округа је универзитетски град Марбург са око 80.000 становника. Поред њега, у округу се налази још четири града већа од 10.000 становника: Биденкопф, Гладенбах, Штаталендорф и Кирхајн. 
Географски, округ обухвата област брда и планина умерене висине покривену шумама. Кроз округ протиче река Лана. Површине се користе на следећи начин: 14,3% за насеља и комуникације, 43,9% за пољопривреду, 40,9% покривају шуме. Преосталих 0,9% отпада на водене површине.